# Gneven
Gneven är en kommun och ort i Landkreis Ludwigslust-Parchim i förbundslandet Mecklenburg-Vorpommern i Tyskland.
I kommunen finns orterna Gneven och Gneven.
Kommunen ingår i kommunalförbundet Amt Crivitz tillsammans med kommunerna Banzkow, Barnin, Bülow, Crivitz, Cambs, Demen, Dobin am See, Friedrichsruhe, Langen Brütz, Leezen, Pinnow, Plate, Raben Steinfeld, Sukow, Tramm och Zapel.